# Mårtensvattnet
Mårtensvattnet är en sjö i Uddevalla kommun i Bohuslän och ingår i Göta älv-Bäveåns kustområde. Sjön är 3 meter djup, har en yta på 0,017 kvadratkilometer och befinner sig 0 meter över havet.